# Charles De Coster
Charles Theodore Henri De Coster (Monaco di Baviera, 20 agosto 1827 – Ixelles, 7 maggio 1879) è stato uno scrittore belga di lingua francese.

## Biografia

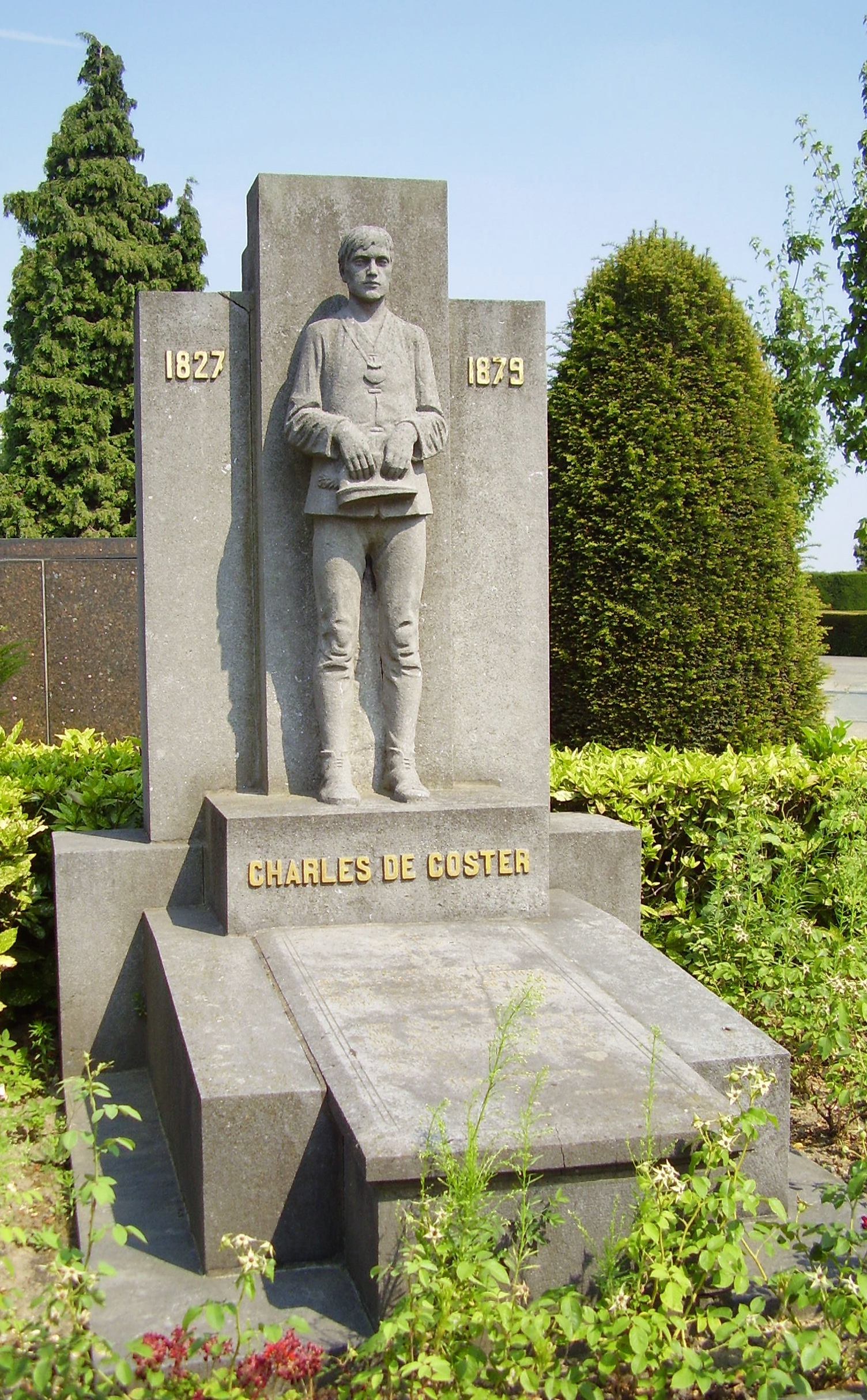
Tomba di Charles De Coster al Cimetière d’Ixelles (Bruxelles)

Nacque in Germania in una famiglia composta da un padre fiammingo e da una madre vallona.
Il padre lo destinò ad una vita ecclesiastica e quindi De Coster ricevette una rigorosa educazione e formazione culturale presso il collegio gesuita di Bruxelles, però il suo spirito libero, ribelle, democratico e romantico lo portò su un percorso di vita laico e anti-clericale. Il Grande Oriente del Belgio lo cita fra i massoni celebri.
Nel 1847, sempre a Bruxelles iniziò il corso universitario di lettere, che terminò sette anni dopo con l'ottenimento della laurea.
Avvicinatosi al giornalismo, esordì come romanziere con lo scritto autobiografico intitolato Silhouette d'amoureux ("Profilo di un innamorato"), pubblicato a puntate sulla rivista letteraria Revue Nouvelle ("Nuova Rivista") a partire dal 1851. Il romanzo narra la storia di un amore infelice.
Le opere seguenti, Les Légendes flamandes ("Leggende fiamminghe") del 1858 ed i Contes brabançons ("Racconti del Brabante") del 1861, risultarono inseriti nel filone patriottico-romantico in auge all'epoca e riscossero un buon apprezzamento da parte del pubblico e della critica.
Lo scritto successivo, intitolato La Légende et les Aventures héroïques, joyeuses et glorieuses d'Ulenspiegel et de Lamme Goedzak au pays de Flandres et ailleurs ("La leggenda e le avventure eroiche, allegre e gloriose di Ulenspiegel e Lamme Goedzak nel paese di Fiandra e altrove") uscito nel 1867, non si impose immediatamente all'attenzione dei contemporanei, ma solo in un secondo tempo venne stimato come il suo lavoro più pregevole.
Il romanzo, di influenza rabelailliana, prende l'ispirazione dalla leggenda medioevale creata intorno al burlone Ulenspiegel, simboleggiante la rivolta rurale nei confronti della cultura cittadina, e la trasporta ai tempi delle lotte religiose cinquecentesche intercorrenti tra i cattolici ed i protestanti, tra i dominatori stranieri e gli oppressi. Se Ulenspiegel rappresenta emblematicamente gli ideali di libertà e di giustizia e manifesta elementi folkloristici, tradizionali e caratteri tipici del popolo fiammingo, l'amico di avventure Goedzak ne esprime, invece, il lato bonario e sensuale, mentre la moglie Nele aggiunge all'opera una nota dolce e gentile. L'opera risultò pregevole per la brillantezza delle descrizioni di vita popolare di ispirazione bruegheliana e per l'acuta rappresentazione delle sofferenze umane.
Negli anni successivi, pur impegnato nell'insegnamento di letteratura a Bruxelles, proseguì a dedicarsi ai lavori letterari, spaziando dalle opere satiriche riguardanti la famiglia borghese, come nel caso de Le voyage de noce ("Il viaggio di nozze") del 1872, al genere del reportage di viaggi, come in La Zélande ("La Zelanda") del 1874.

## Opere principali

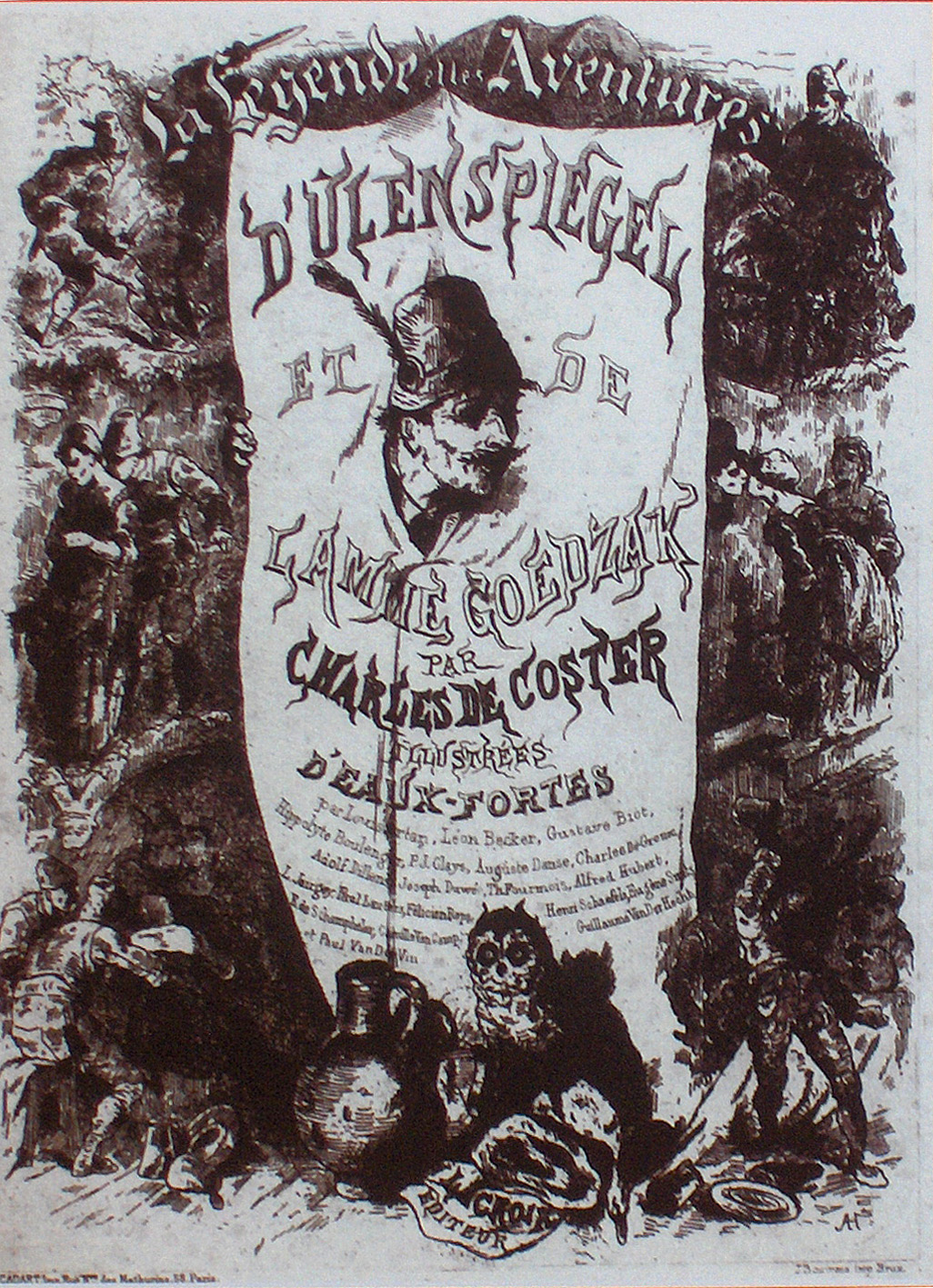
Frontespizio de La Légende et les aventures héroïques, joyeuses et glorieuses d’Ulenspiegel et de Lamme Goedzak au Pays de Flandres et ailleurs, del disegnatore belga Hippolyte Boulenger (1837-1874).

- Légendes flamandes, Bruxelles, (1858);
- Contes brabançons (1861);
- La leggenda e le avventure di Thyl Ulenspiegel e di Lamme Goedzak nel paese delle Fiandre (La Légende et les aventures héroïques, joyeuses et glorieuses d’Ulenspiegel et de Lamme Goedzak au Pays de Flandres et ailleurs, 1867), traduzione di Guglielmo Pennino, 1949, Sansoni Editore, pp. 524
- Le Voyage de noce (1870);
- Lettres à Élisa, testo preparato, presentato e annotato da Raymond Trousson, Bruxelles, 1994;
- Charles De Coster journaliste à l’Uylenspiegel, testi riuniti e annotati da Raymond Trousson, Bruxelles, 2007.